# Lomvula Mndzebele
Lomvula Mndzebele (Prima del 1780 – Dopo il 1815) è stata la Ndlovukati e regina reggente dello Swaziland. Fu la consorte di Ngwane III e assunse la carica di regina reggente nel 1815, nel periodo transitorio tra la morte di suo figlio Ndvungunye fino all'incoronazione di Sobhuza I.